# Жълт мухоловков цвъркач
Жълтите мухоловкови цвъркачи (Iduna natalensis) са вид дребни птици от семейство Шаварчеви (Acrocephalidae).

## Разпространение
Срещат се по периферията на горите, обикновено в близост до водоеми, в голяма част от Африка.

## Описание
Достигат дължина от 13 сантиметра и маса 10 – 15 грама.

## Хранене
Хранят се главно с гъсеници, термити и други насекоми, които улавят по приземната растителност.